# Isla Somerset

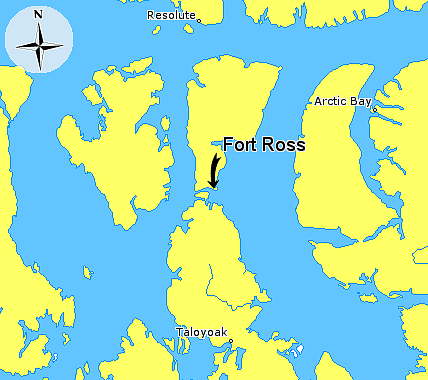
Situación de Fort Ross, en la Isla Somerset

La isla Somerset (Somerset Island), es una de las mayores islas del Archipiélago ártico canadiense, separada unos 2 km de la península de Boothia por el estrecho de Bellot, en la región Qikiqtaaluk del territorio de Nunavut. Tiene una superficie de 24.786 km² (45ª del mundo y 12.ª de Canadá por extensión). Está deshabitada. 
Alrededor del año 1000, la costa norte de la isla de Somerset estaba habitada por el pueblo thule, como queda demostrado por los huesos de ballena, los túneles y ruinas de piedra. A finales de 1848, James Clark Ross, al mando de dos barcos, arribó a Puerto Leopoldo, en la costa nordeste para pasar el invierno. En abril del año siguiente inició una exploración de la isla en trineo. 
En 1937, el fuerte comercial Fort Ross (72°0′34″N 94°14′8″O / 72.00944, -94.23556) fue establecido por la Compañía de la Bahía de Hudson en el sureste de la isla. Pero once años más tarde fue cerrado a causa de las severas condiciones del hielo, que lo hacían antieconómico y de difícil acceso. Esto dejó la isla deshabitada. El almacén tienda y la casa del administrador todavía se usan como refugio de los inuit de Taloyoak, que acuden a cazar caribús.
Debido a las ruinas, a la vida silvestre y al fácil acceso desde la localidad de Resolute, la costa norte de la isla se ha convertido en un popular destino turístico. 
En el verano de 2006, la serie "The National" de la CBC Television visitó Fort Ross en el rompehielos de la Guardia Costera "CCGS Louis S. St-Laurent", en una serie especial que se centró en el cambio climático.
En esta isla se encontraron los fósiles del alga roja Bangiomorpha pubescens  que resultan la primera prueba de reproducción sexual en nuestro planeta Período Ectásico
.
Bangiomorpha es además el primer eucariota conocido: sus fósiles tienen 1.200 millones de años